# غاري ديغان
غاري ديغان (بالإنجليزية: Gary Deegan)‏ (28 سبتمبر 1987 بدبلن في جمهورية أيرلندا - ) هو لاعب كرة قدم أيرلندي في مركز الوسط. لعب مع كوفنتري سيتي ونادي بوهيميان ونادي شيلبورن ونادي هيبرنيان ولونغفورد تاون ‏ ونادي غالواي ‏ وKilkenny City A.F.C. ‏ ونادي نورثامبتون تاون ونادي ساوثيند يونايتد وغالواي يونايتد ‏.

## وصلات خارجية
- غاري ديغان على موقع قاعدة بيانات كرة القدم.إي يو (الإنجليزية)
- غاري ديغان على موقع Soccerbase.com (لاعب) (الإنجليزية)
- غاري ديغان على موقع Soccerway.com (الإنجليزية)